# Arturo Albrito
Arturo Albrito (Alba, 31 marzo 1960) è un giocatore di biliardo italiano.
Scuola Torinese, della Goriziana e del Pallino da 3, si è formato alla scuola di Coppo e Cifalà.
Giocatore di classe sopraffina, ma poco adatto all'ambiente della gara.
Da segnalare anche un 3º posto ai Mondiali del 1992 e un 2º posto agli Europei dello stesso anno.

## Palmarès
I principali risultati
- 1987 Campionato italiano 1º categoria Goriziana(Diamante)
- 1990 Campionato italiano Masters 5 birilli (Parabiago)
- 2002 Campionato italiano AICS 5 birilli (Altavilla Vicentina)
- 2005 Campionato italiano a squadre (Saint-Vincent)